# Kylian Mbappé
Kylian Mbappé Lottin (Parijs, 20 december 1998) is een Frans voetballer die doorgaans als aanvaller speelt voor Real Madrid. Mbappé debuteerde in 2017 in het Frans voetbalelftal. Zijn vader is van Kameroense, en zijn moeder van Algerijnse afkomst.

## Clubcarrière

### AS Monaco
Mbappé is afkomstig uit de jeugdopleiding van AS Bondy. Hij debuteerde op 2 december 2015 op zestienjarige leeftijd in de Ligue 1, tegen SM Caen. Hij verving na 88 minuten de geblesseerde Fábio Coentrão. Hij loste hiermee Thierry Henry af als jongste debutant in een officiële wedstrijd van Monaco. Op 20 februari 2016 nam Mbappé weer een record af van Henry, als jongste doelpuntenmaker ooit van Monaco. Mbappé groeide uit tot basisspeler van Monaco. Hij maakte zijn Europees debuut op 27 september tegen Bayer 04 Leverkusen. Op 14 december 2016 maakte hij de eerste hattrick van zijn carrière, in een bekerwedstrijd tegen Stade Rennais. Ook in de competitie maakte Mbappé een hattrick dat seizoen, op 11 februari tegen FC Metz. Mbappé werd in het seizoen 2016/17 Frans landskampioen met de club. Hij droeg daar persoonlijk aan bij met onder meer vijftien doelpunten. Ook in de Champions League ging het Monaco voor de wind, de club schakelde onder meer Manchester City, waartegen Mbappé zijn eerste Europese doelpunt maakte, uit en bereikte de halve finales die het verloor van Juventus. Tijdens deze campagne was Mbappé met zes doelpunten van groot belang.

### Paris Saint-Germain
AS Monaco verhuurde Mbappé in augustus 2017 voor een jaar aan Paris Saint-Germain. Deze huur was onderdeel van een constructie waarin de Parijse club het recht verwierf om hem daarna voor nog circa €175 miljoen definitief in te lijven. Zijn debuut voor Paris Saint-Germain, op 8 september 2017 tegen FC Metz, bekroonde Mbappé met zijn eerste doelpunt voor de club. Vier dagen later maakte hij ook zijn eerste Europese doelpunt, in een 5-0 winst tegen Celtic. Mbappé won in zijn eerste seizoen in Parijs de titel, de Coupe de la Ligue door in de finale zijn voormalige club AS Monaco te verslaan en de Coupe de France door de finale te winnen tegen Les Herbiers VF, die een paar dagen later naar de vierde divisie zou degraderen.
Voor zijn tweede seizoen in Parijs kreeg Mbappé rugnummer 7. In dat seizoen was hij de belangrijkste aanvalskracht in Parijs. Dat bewees hij door in de competitie meer doelpunten te scoren dan wedstrijden te spelen (33 doelpunten in 29 wedstrijden), waarmee hij topscorer van de Franse competitie was. Dat kwam o.a. door de wedstrijd tegen Olympique Lyonnais op 7 oktober 2018, waarin hij viermaal scoorde in dertien minuten, en de assist gaf bij het andere doelpunt in de 5-0 winst. Mbappé werd de jongste speler die vier doelpunten maakte in een wedstrijd in de Ligue 1 in 45 seizoenen. Op 3 december 2018 won Mbappé de Kopa Trophy, de prijs voor de beste speler onder de 21 jaar. Op 19 januari 2019 maakte Mbappé, net als Edinson Cavani, een hattrick tegen EA Guingamp in een wedstrijd die met 9-0 gewonnen werd. Op 21 april maakte hij opnieuw drie doelpunten in één wedstrijd, dit keer tegen zijn voormalige club AS Monaco. Mbappé werd voor de derde seizoen op rij kampioen in Frankrijk. Naast topscorer werd hij ook verkozen tot Speler van het Seizoen in Frankrijk.
Het seizoen 2019/20 werd geopend met de Trophée des Champions tegen Stade Rennais. Deze prijs werd o.a. door een doelpunt van Kylian Mbappé gewonnen. Op 22 oktober 2019 maakte hij zijn eerste hattrick op Europees niveau. Hij begon op de bank tegen Club Brugge, maar mocht invallen en scoorde zowel met zijn hoofd als zijn linkerbeen als zijn rechterbeen. Daarbij gaf hij ook een assist bij de 5-0 zege. Mbappé werd de jongste speler die vijftien doelpunten maakte in de Champions League.
Op 10 mei 2024 kondigde Mbappé in een videoboodschap aan dat hij de club uit Parijs transfervrij verlaat aan het einde van het seizoen.

### Real Madrid
Op 3 juni 2024 maakte Real Madrid officieel de komst van Mbappé bekend. Hij tekende een contract tot medio 2029. Na afloop van het EK 2024, op dinsdag 16 juli 2024, werd Mbappé in een vol Estadio Santiago Bernabéu gepresenteerd als de nieuwe aanwinst van De Koninklijke door clubpresident Florentino Pérez, erevoorzitter Pirri en oud-speler Zinédine Zidane. Hij zou gaan spelen met rugnummer 9.
Mbappé maakte zijn debuut voor Real Madrid op 14 augustus 2024 in de UEFA Super Cup 2024 tegen Atalanta Bergamo, waarin hij het tweede doelpunt maakte in de 2-0 overwinning. Hij debuteerde in La Liga op 18 augustus, in een 1-1 gelijkspel tegen RCD Mallorca. Op 1 september maakte Mbappé zijn eerste doelpunten in La Liga, door beide doelpunten te maken in de 2-0 overwinning van Real Madrid op Real Betis. Hij opende de score in de 67e minuut en voegde daar acht minuten later vanaf de strafschopstip een tweede aan toe.

## Clubstatistieken
| Seizoen | Club                | Competitie       | Competitie | Competitie | Competitie | Beker | Beker | Beker | Europa | Europa | Europa | Totaal | Totaal | Totaal |
| Seizoen | Club                | Competitie       | Wed.       | Dlp.       | Ass.       | Wed.  | Dlp.  | Ass.  | Wed.   | Dlp.   | Ass.   | Wed.   | Dlp.   | Ass.   |
| ------- | ------------------- | ---------------- | ---------- | ---------- | ---------- | ----- | ----- | ----- | ------ | ------ | ------ | ------ | ------ | ------ |
| 2015/16 | AS Monaco           | Ligue 1          | 11         | 1          | 1          | 2     | 0     | 0     | 1      | 0      | 1      | 14     | 1      | 2      |
| 2016/17 | AS Monaco           | Ligue 1          | 29         | 15         | 12         | 6     | 5     | 3     | 9      | 6      | 0      | 44     | 26     | 15     |
| 2017/18 | AS Monaco           | Ligue 1          | 1          | 0          | 0          | 1     | 0     | 0     | 0      | 0      | 0      | 2      | 0      | 0      |
| 2017/18 | → PSG               | Ligue 1          | 27         | 13         | 8          | 9     | 4     | 7     | 8      | 4      | 3      | 44     | 21     | 18     |
| 2018/19 | Paris Saint-Germain | Ligue 1          | 30         | 33         | 14         | 6     | 2     | 3     | 8      | 4      | 5      | 44     | 39     | 22     |
| 2019/20 | Paris Saint-Germain | Ligue 1          | 20         | 18         | 8          | 7     | 7     | 5     | 12     | 5      | 8      | 39     | 30     | 21     |
| 2020/21 | Paris Saint-Germain | Ligue 1          | 32         | 27         | 8          | 7     | 7     | 1     | 10     | 8      | 4      | 49     | 42     | 13     |
| 2021/22 | Paris Saint-Germain | Ligue 1          | 35         | 28         | 19         | 3     | 5     | 1     | 8      | 6      | 6      | 46     | 39     | 26     |
| 2022/23 | Paris Saint-Germain | Ligue 1          | 34         | 29         | 6          | 1     | 5     | 1     | 8      | 7      | 3      | 43     | 41     | 10     |
| 2023/24 | Paris Saint-Germain | Ligue 1          | 29         | 27         | 7          | 7     | 9     | 3     | 12     | 8      | 0      | 48     | 44     | 10     |
| 2024/25 | Real Madrid         | Primera División | 34         | 31         | 3          | 6     | 3     | 0     | 19     | 10     | 1      | 59     | 44     | 4      |
| 2025/26 | Real Madrid         | Primera División | 0          | 0          | 0          | 0     | 0     | 0     | 0      | 0      | 0      | 0      | 0      | 0      |
| TOTAAL  | TOTAAL              | TOTAAL           | 282        | 222        | 86         | 55    | 47    | 24    | 95     | 58     | 31     | 432    | 327    | 141    |

Bijgewerkt tot en met 1 augustus 2025.

## Interlandcarrière

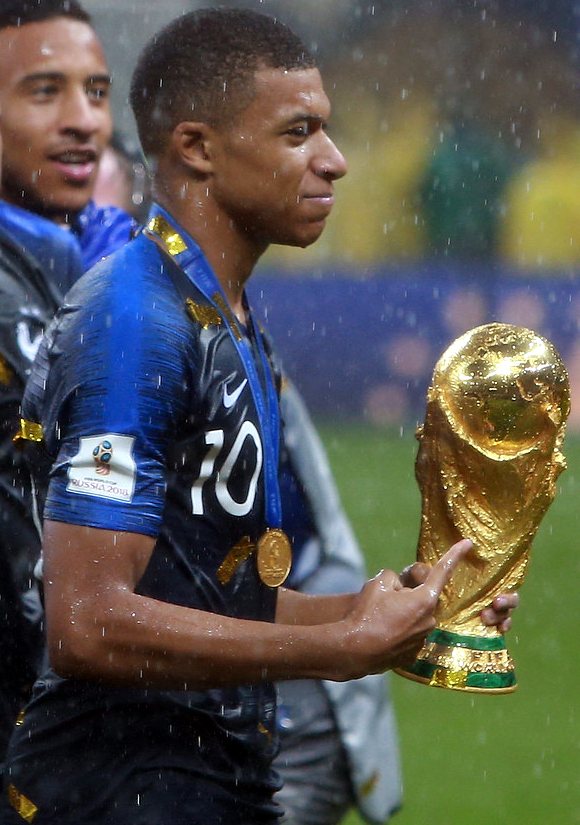
Kylian Mbappé met de wereldbeker (2018).

Mbappé maakte op 25 maart 2017 zijn debuut in het Franse voetbalelftal. Hij viel die dag in de 78e minuut in voor Dimitri Payet tijdens een met 1–3 gewonnen kwalificatiewedstrijd voor het WK 2018, in en tegen Luxemburg. Met zijn debuut werd hij de op een na jongste speler die voor het Franse nationale elftal heeft gespeeld. Zijn eerste interlanddoelpunt maakte hij op 31 augustus 2017 tegen Nederland.
Mbappé maakte deel uit van de Franse selectie die onder leiding van bondscoach Didier Deschamps deelnam aan het WK 2018. Nadat hij in de groepsfase scoorde tegen Peru, waarmee hij de jongste doelpuntenmaker werd voor Frankrijk op een WK, deed hij dat nog tweemaal in de met 4–3 gewonnen achtste finale tegen Argentinië. Hij maakte hiermee als eerste tiener twee doelpunten in een WK-wedstrijd sinds Pelé in 1958. Mbappé won met Frankrijk het WK door in de finale met 4–2 te winnen van Kroatië, waarbij hij zelf het vierde doelpunt maakte. Daarmee was hij de tweede tiener na Pelé die scoorde in een WK-finale. Na afloop van de finale werd Mbappé, met vier gemaakte doelpunten, verkozen tot beste jonge speler van het toernooi.
Op het EK 2020 wist Mbappé niet te scoren en miste de cruciale strafschop in de achtste finale tegen Zwitserland. Het werd uiteindelijk 3-3, maar Zwitserland won na het nemen van penalty's.
Na een mislukt EK 2020, hervatte Mbappé zich met Les Bleus in de UEFA Nations League 2020/21 tijdens de Final Four. In de halve finale tegen Belgïe keek Frankrijk tijdens de rust tegen een 2–0 achterstand aan, maar in de tweede helft knokten de Fransen zich, aan de hand van Kylian Mbappé en Karim Benzema, met een 2–3 overwinning volledig terug. In de finale won Frankrijk de tweede editie van de Nations League ten koste van Spanje. Nadat de finale een lange tijd een gelijke stand kendde, schoot goudhaantje Kylian Mbappé in de tachtigste minuut de winnende 1–2 binnen. Daarmee bezorgde hij Les Bleus de Nations League-trofee. Hij maakte tijdens dit toernooi 4 doelpunten.

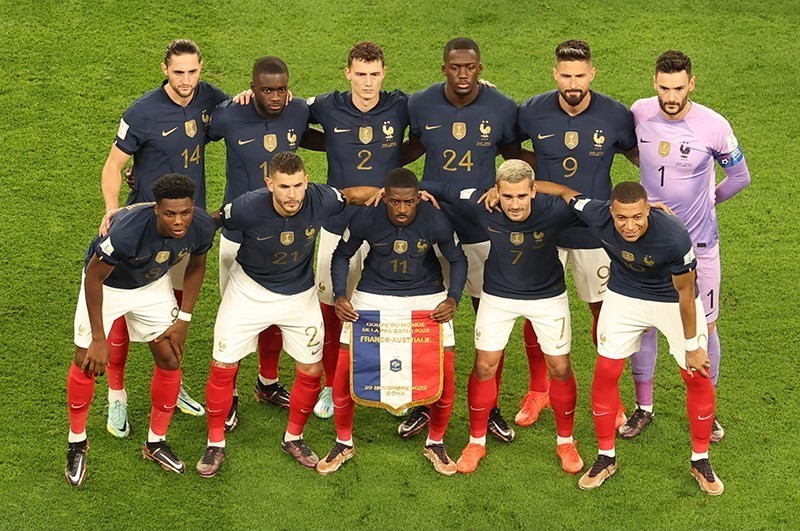
Mbappé (onderaan rechts) met het Frans voetbalelftal op het WK 2022 in Qatar

Op het WK 2022 in Qatar was Mbappé opnieuw heel succesvol. Hij werd topscorer van het toernooi met acht doelpunten. Frankrijk speelde de finale tegen Argentinië (3–3), waarin Mbappé de drie doelpunten (hattrick) maakte voor zijn land. Frankrijk verloor uiteindelijk wel in de strafschoppenserie (4–2). Mbappé werd de tweede speler ooit die een hattrick wist te scoren in een WK-finale, na Geoff Hurst op het WK van 1966. Hij werd op 16 mei 2024 door Deschamps opgenomen in de Franse selectie voor het EK 2024 in Duitsland. Frankrijk overleefde een groep met Oostenrijk, Nederland en Polen en schakelde vervolgens België en Portugal uit, maar verloor in de halve finales met 2–1 van Spanje. Mbappé miste als aanvoerder enkel de wedstrijd tegen Nederland vanwege een gebroken neus, waarna hij de drie daaropvolgende wedstrijden speelde met een masker op. Hij benutte een strafschop in de laatste groepswedstrijd tegen Polen (1–1).

## Erelijst
| Competitie                | Aantal    | Jaren                                                |           |           |
| AS Monaco                 | AS Monaco | AS Monaco                                            | AS Monaco | AS Monaco |
| ------------------------- | --------- | ---------------------------------------------------- | --------- | --------- |
| Ligue 1                   | 1x        | 2016/17                                              |           |           |
| Paris Saint-Germain       |           |                                                      |           |           |
| Ligue 1                   | 6x        | 2017/18, 2018/19, 2019/20, 2021/22, 2022/23, 2023/24 |           |           |
| Coupe de France           | 4x        | 2017/18, 2019/20, 2020/21, 2023/24                   |           |           |
| Coupe de la Ligue         | 2x        | 2017/18, 2019/20                                     |           |           |
| Trophée des Champions     | 2x        | 2019, 2020                                           |           |           |
| Real Madrid               |           |                                                      |           |           |
| UEFA Super Cup            | 1x        | 2024                                                 |           |           |
| FIFA Intercontinental Cup | 1x        | 2024                                                 |           |           |
| Frankrijk –19             |           |                                                      |           |           |
| UEFA EK onder 19          | 1x        | 2016                                                 |           |           |
| Frankrijk                 |           |                                                      |           |           |
| FIFA WK                   | 1x        | 2018                                                 |           |           |
| UEFA Nations League       | 1x        | 2020/21                                              |           |           |

## Investeringen

### Caen
Op 30 juli 2024 verwierf Mbappé 80% van de aandelen van de Franse voetbalclub SM Caen, waarmee hij de jongste voetbalclubeigenaar ooit werd. Hij deed dit via zijn investeringsfonds Coalition Capital na het uitkopen van Oaktree Capital Management.